# Dipa Nusantara Aidit
Dipa Nusantara Aidit, político indonesio.Nacido el 30 de julio de 1923 en una pequeña isla al suroeste de Sumatra, formó parte del grupo de jóvenes que asumieron la dirección del Partido Comunista de Indonesia a partir de 1951, siendo nombrado secretario general. Durante esta etapa, en la que abogó por una vía pacífica hacia el socialismo, el partido experimentó un enorme crecimiento, pasando de 7000 miembros en 1952 a casi 3 millones en 1965. Apoyó al gobierno nacionalista de Sukarno y sus medidas nacionalizadoras, llegando a participar en su gobierno. 
Tras el fallido golpe de Estado falsamente atribuido al partido comunista el 1º de octubre de 1965 y en el marco de  la subsiguiente represión militar dirigida por el general Suharto, fue detenido y ejecutado sin juicio previo el 22 de noviembre de 1965.
- Datos: Q558979
- Multimedia: Dipa Nusantara Aidit / Q558979